# Île d'Hernière
L’île d'Hernière est une île de la Seine, longue de 1,2 kilomètre environ et large au plus de 260 mètres, située dans les Yvelines dans la commune de Triel-sur-Seine.
Elle se prolonge en amont par l’île de Platais dont elle est séparée par un étroit chenal, surnommé « La Couleuvre » à cause de son tracé sinueux.
Cette île se serait formée par la réunion de deux îles, l'île d'Hernière proprement dite, et l'île de La Motte-des-Braies qui se trouvait en aval, séparée de la précédente par un chenal qui s'est ensablé.
C'est une île inhabitée, en grande partie boisée. Elle n'est pas reliée aux rives, mais elle est traversée dans sa pointe aval par le viaduc routier de Triel-sur-Seine qui ne la dessert pas directement.